# 大人のKISS英語
『大人のKiss英語』（おとなのキスえいご）は、フジテレビ系列で2014年4月21日から2015年3月23日まで毎週月曜日 0:40 - 1:07（日曜日深夜）（JST、以下略）枠でレギュラー放送されたバラエティ番組である。
2015年7月11日より、『山Pのkiss英語』（やまピーのキスえいご）と改題の上、毎週土曜日0:55 - 1:25（金曜日深夜）にレギュラー放送再開した（詳細は当該項目を参照のこと）。
新聞の番組欄には改題前から番組名として『山PのKiss英語』と表記されていた。

## 概要
山下智久が将来の世界進出を目標に世界共通語である“英語”を学んでいく英会話バラエティ番組。
英語を“お勉強”するのではなく、毎週変わるさまざまなバラエティ企画を通じて英語と触れ合っていく。
初回放送は山下が初対面の外国人女性とKISSをするという大胆企画を放送し話題となった。
英語の発言については毎回日本語の字幕が出る。また、日本語の発言についても回によっては英語の字幕が出ることがある。（ちなみに片言の英語も英字で出される。）

## 出演者
MC
- 山下智久

ナレーション
- 遠藤玲子（フジテレビアナウンサー）

## 放送内容
シーズン1
| 放送回 | 放送日        | 放送内容                              | ゲスト出演者等                                                               |
| ------ | ------------- | ------------------------------------- | ---------------------------------------------------------------------------- |
| 第1回  | 2014年4月21日 | 初対面でキスして下さい                | 山里亮太 SOFI                                                                |
| 第2回  | 2014年4月28日 | 変な英語Tシャツを探せ                 |                                                                              |
| 第3回  | 2014年5月5日  | kiss企画第2弾！                       | 清水良太郎 ジュリア                                                          |
| 第4回  | 2014年5月12日 | CUPS                                  | 千原ジュニア ヴィクトリア、アンナ、エミリー、セリーナ                        |
| 第5回  | 2014年5月19日 | CUPS第2弾                             | 千原ジュニア エイミー、ヴァイオレット                                        |
| 第6回  | 2014年5月26日 | ハングマン英単語を当てよう！          | 筧美和子、パンサー尾形、ナディア                                             |
| 第7回  | 2014年6月2日  | kiss企画第3弾                         | 今井洋介、山里亮太                                                           |
| 第8回  | 2014年6月9日  | SIRI                                  | 吉村崇、宮城舞、MIKI 25時40分から1時間遅れで放送                             |
| 第9回  | 2014年6月16日 | CUPS（視聴者投稿映像）                | 千原ジュニア、エイミー、ヴァイオレット 24時45分から5分遅れで放送             |
| 第10回 | 2014年6月23日 | ハングマン                            | 高橋茂雄、おのののか、春香クリスティーン、エイミー 24時45分から5分遅れで放送 |
| 第11回 | 2014年6月30日 | 英語に聞こえる日本語クイズ ハングマン | アンジェリーナ・ジョリー、エル・ファニング 24時45分から5分遅れで放送         |
| 第12回 | 2014年7月7日  | SIRI                                  | 千原ジュニア、中村静香、MIKI 24時45分から5分遅れで放送                       |
| 第13回 | 2014年7月14日 | ハングマン                            | 高橋茂雄、高橋メアリージュン、丸高愛実 24時45分から5分遅れで放送             |
| 第14回 | 2014年7月21日 | ブラストとCUPS共演                    | ブラスト、千原ジュニア                                                       |
| 第15回 | 2014年7月28日 | WHO'S WHO                             | 岡田圭右、道端アンジェリカ                                                   |
| 第16回 | 2014年8月4日  | KENDAMA USA                           | 黒沢かずこ、河北麻友子                                                       |
| 第17回 | 2014年8月11日 | WHO'S WHO                             | 博多大吉、菊地亜美、ジュリエット                                             |
| 第18回 | 2014年8月18日 | ロスでベビーシッター                  | エル、クララ、カルム                                                         |
| 第19回 | 2014年8月25日 | ロスでベビーシッター②                 | エル、クララ、カルム                                                         |
| 第20回 | 2014年9月1日  | KISS企画総集編                        |                                                                              |
| 第21回 | 2014年9月8日  | ロスでミュージックビデオ撮影          | ブレンダン                                                                   |
| 第22回 | 2014年9月15日 | ロスでグルメレポート                  | ジョニーディップそっくりさん                                                 |
| 第23回 | 2014年9月22日 | ありがとう！大人のｋｉｓｓ英語        | 高橋茂雄、小松菜奈、山本美月、小瀧望                                         |

シーズン2
| 放送回 | 放送日         | 放送内容                     | ゲスト出演者等                                                                             |
| ------ | -------------- | ---------------------------- | ------------------------------------------------------------------------------------------ |
| 第1回  | 2014年10月20日 | SOINE                        | アリス、おのののか                                                                         |
| 第2回  | 2014年10月27日 | 抜き打ち！SIRI検定           | DJ KOO、有村昆、丸岡いずみ、Ami、ナディア                                                  |
| 第3回  | 2014年11月3日  | 抜き打ち！SIRI検定           | おぎやはぎ、川栄李奈、カンニング竹山、ちゅうえい、三田アナ、ナディア                       |
| 第4回  | 2014年11月10日 | 抜き打ち！SIRI検定           | 黒沢かずこ、椿鬼奴、清水良太郎、君島遼、今田耕司、ナディア                                 |
| 第5回  | 2014年11月17日 | 抜き打ち！SIRI検定           | 今田耕司、山崎アナ、高橋真麻、前園真聖、ナディア                                           |
| 第6回  | 2014年11月24日 | 外人ドッキリ電話             | 藤ヶ谷太輔、川栄李奈、篠山輝信、マイケル富岡、澤部佑、アリス                               |
| 第7回  | 2014年12月1日  | The PROM 1                   | デヴァ、女性10人                                                                           |
| 第8回  | 2014年12月8日  | The PROM 2                   | デヴァ、女性10人、綾部祐二、指原莉乃                                                       |
| 第9回  | 2014年12月15日 | The PROM 3                   | デヴァ、女性10人、綾部祐二、指原莉乃                                                       |
| 第10回 | 2015年1月19日  | SURPRISE CALL The PROM SOINE | マイケル富岡、澤部佑、アリス、misono、岩井勇気、有村昆 デヴァ、女性5人 神室舞衣            |
| 第11回 | 2015年1月26日  | The PROM 4                   | デウァ、いおり、ゆうな、あいにゃん、まい、くるみ、澤部佑、指原莉乃                         |
| 第12回 | 2015年2月2日   | The PROM 5                   | デウァ、いおり、ゆうな、あいにゃん、まい、くるみ、澤部佑、指原莉乃                         |
| 第13回 | 2015年2月9日   | The PROM 6                   | デウァ、いおり、ゆうな、あいにゃん、澤部佑、指原莉乃                                       |
| 第14回 | 2015年2月16日  | The PROM 7                   | デウァ、いおり、ゆうな、あいにゃん、澤部佑、指原莉乃                                       |
| 第15回 | 2015年2月23日  | The PROM 8                   | デウァ、あいにゃん、いおり、公ちゃん、ゆうや、澤部佑、指原莉乃                             |
| 第16回 | 2015年3月2日   | SURPRISE CALL                | シェリー、高橋茂雄、入江慎也、千賀健永、北山宏光、鈴木おさむ、アリス                       |
| 第17回 | 2015年3月9日   | SURPRISE CALL                | シェリー、高橋茂雄、入江慎也、水沢アリー、藤森慎吾、菊地亜美、アリス                       |
| 第18回 | 2015年3月16日  | SURPRISE CALL                | 澤部佑、北山宏光、北斗晶、佐々木健介、南明奈、アンバー                                     |
| 第19回 | 2015年3月23日  | SURPRISE CALL                | 澤部佑、北山宏光、SU、坂口杏里、アンバー シェリー、高橋茂雄、入江慎也、KABA.ちゃん、アリス |

## ネット局
| 放送対象地域   | 放送局             | 系列           | 放送期間         | 放送日時                     | 遅れ日数   |
| -------------- | ------------------ | -------------- | ---------------- | ---------------------------- | ---------- |
| 関東広域圏     | フジテレビ         | フジテレビ系列 | 2014年4月21日 -  | 月曜 0:40 - 1:07（日曜深夜） | 制作局     |
| 北海道         | 北海道文化放送     | フジテレビ系列 | 2014年4月21日 -  | 月曜 0:40 - 1:07（日曜深夜） | 同時ネット |
| 宮城県         | 仙台放送           | フジテレビ系列 | 2014年4月21日 -  | 月曜 0:40 - 1:07（日曜深夜） | 同時ネット |
| 福島県         | 福島テレビ         | フジテレビ系列 | 2014年4月21日 -  | 月曜 0:40 - 1:07（日曜深夜） | 同時ネット |
| 新潟県         | 新潟総合テレビ     | フジテレビ系列 | 2014年4月21日 -  | 月曜 0:40 - 1:07（日曜深夜） | 同時ネット |
| 長野県         | 長野放送           | フジテレビ系列 | 2014年4月21日 -  | 月曜 0:40 - 1:07（日曜深夜） | 同時ネット |
| 福井県         | 福井テレビ         | フジテレビ系列 | 2014年4月21日 -  | 月曜 0:40 - 1:07（日曜深夜） | 同時ネット |
| 静岡県         | テレビ静岡         | フジテレビ系列 | 2014年4月21日 -  | 月曜 0:40 - 1:07（日曜深夜） | 同時ネット |
| 島根県・鳥取県 | 山陰中央テレビ     | フジテレビ系列 | 2014年4月21日 -  | 月曜 0:40 - 1:07（日曜深夜） | 同時ネット |
| 岡山県・香川県 | 岡山放送           | フジテレビ系列 | 2014年4月21日 -  | 月曜 0:40 - 1:07（日曜深夜） | 同時ネット |
| 広島県         | テレビ新広島       | フジテレビ系列 | 2014年4月21日 -  | 月曜 0:40 - 1:07（日曜深夜） | 同時ネット |
| 愛媛県         | テレビ愛媛         | フジテレビ系列 | 2014年4月21日 -  | 月曜 0:40 - 1:07（日曜深夜） | 同時ネット |
| 福岡県         | テレビ西日本       | フジテレビ系列 | 2014年4月21日 -  | 月曜 0:40 - 1:07（日曜深夜） | 同時ネット |
| 熊本県         | テレビくまもと     | フジテレビ系列 | 2014年4月21日 -  | 月曜 0:40 - 1:07（日曜深夜） | 同時ネット |
| 鹿児島県       | 鹿児島テレビ       | フジテレビ系列 | 2014年4月21日 -  | 月曜 0:40 - 1:07（日曜深夜） | 同時ネット |
| 山形県         | さくらんぼテレビ   | フジテレビ系列 | 2014年10月20日 - | 月曜 0:40 - 1:07（日曜深夜） | 同時ネット |
| 高知県         | 高知さんさんテレビ | フジテレビ系列 | 2014年10月20日 - | 月曜 0:40 - 1:07（日曜深夜） | 同時ネット |
| 長崎県         | テレビ長崎         | フジテレビ系列 | 2014年4月29日 -  | 水曜 1:15 - 1:45（火曜深夜） | 9日遅れ    |
| 富山県         | 富山テレビ         | フジテレビ系列 | 2014年5月3日 -   | 土曜 1:50 - 2:20（金曜深夜） | 12日遅れ   |
| 岩手県         | 岩手めんこいテレビ | フジテレビ系列 | 2014年7月6日 -   | 日曜 1:35 - 2:05（土曜深夜） | 不明       |
| 愛知県         | 東海テレビ         | フジテレビ系列 | 2014年10月15日 - | 水曜 1:10 - 1:45（火曜深夜） |            |

## スタッフ
- 構成:高須光聖、宮丸直子、石井てる美
- TP:高瀬義美
- SW:岩田一巳
- CAM:伊郷憲二、森内一行
- VE:齋藤雄一、山下義子
- AUD:松原瑞樹
- 照明:岩村信夫
- 編集:横山勇介
- MA:阿部雄太
- 音響効果:田中寿一、石崎野乃 (J-WORKS)
- TK:江野澤郁子
- 美術プロデューサー:三竹寛典
- 美術進行:村瀬大
- 美術デザイン:鈴木賢太
- 大道具:三谷陽介
- 装飾:門間誠
- アクリル装飾:鈴木竜
- 植木装飾:広田明
- メイク:齋藤美穂、山田かつら、平笑美子
- スタイリスト:STUTTGART
- CG/オープニング:山口剛
- CGデザイン:木本禎子
- 技術協力:IMAGICA、ニユーテレス、fmt、フジアール
- 協力:ジャニーズ事務所
- 広報:小中ももこ
- デスク:伊藤藍
- AP:竹内承
- ディレクター:永田修一、戸田悠貴、加藤武
- プロデューサー:笹川正平
- 演出:竹内誠
- 制作著作:フジテレビ

### 過去のスタッフ
- 美術デザイン:笹朝斐
- スタイリスト:高平笑美子、佐々木麻里子